# Gran Premio motociclistico di Germania 1969
Il Gran Premio motociclistico di Germania fu il secondo appuntamento del motomondiale 1969.
Si svolse l'11 maggio 1969 sul circuito di Hockenheim alla presenza di 80.000 spettatori. Erano in programma tutte le classi.
350 e 500 videro l'usuale doppietta di Giacomo Agostini. Il suo principale rivale, Renzo Pasolini, cadde in prova fratturandosi la clavicola.
Prima vittoria iridata per i vincitori di 125 e 250, Dave Simmonds  (prima vittoria anche per la Kawasaki) e Kent Andersson.
Seconda vittoria consecutiva per Aalt Toersen in 50. Ritirato Ángel Nieto.
Nei sidecar Klaus Enders approfittò del ritiro di Helmut Fath per vincere il primo GP stagionale.

## Classe 500

### Arrivati al traguardo
| Pos. | Pilota              | Moto        | Tempo        | Punti |
| ---- | ------------------- | ----------- | ------------ | ----- |
| 1    | Giacomo Agostini    | MV Agusta   | 1h 07' 20" 1 | 15    |
| 2    | Karl Hoppe          | Metisse-URS | +1 giro      | 12    |
| 3    | Jack Findlay        | LinTo       | +1 giro      | 10    |
| 4    | John Dodds          | LinTo       | +1 giro      | 8     |
| 5    | Robin Fitton        | Norton      | +1 giro      | 6     |
| 6    | Gyula Marsovszky    | LinTo       | +2 giri      | 5     |
| 7    | Gilberto Milani     | Aermacchi   | +2 giri      | 4     |
| 8    | Kel Carruthers      | Aermacchi   | +2 giri      | 3     |
| 9    | Godfrey Nash        | Norton      | +2 giri      | 2     |
| 10   | Ron Chandler        | Seeley      | +2 giri      | 1     |
| 11   | Ferdinand Kaczor    | BMW         |              |       |
| 12   | Dan Shorey          | Seeley      |              |       |
| 13   | Armand Nerger       | Honda       |              |       |
| 14   | Heinrich Rosenbusch | Norton      |              |       |
| 15   | Hans-Otto Butenuth  | BMW         |              |       |
| 16   | Rupert Bauer        | BMW         |              |       |
| 17   | Rolf Thiemig        | Norton      |              |       |
| 18   | Willi Bertsch       | Honda       |              |       |

### Ritirati
| Pilota            | Moto   | Motivo ritiro |
| ----------------- | ------ | ------------- |
| Alberto Pagani    | LinTo  |               |
| György Kurucz     | Norton |               |
| Bosse Granath     | Seeley |               |
| Walter Scheimann  | Norton |               |
| Angelo Bergamonti | Paton  |               |
| Maurice Hawthorne | LinTo  |               |
| Otto Labitzke     | BMW    |               |
| Billie Nelson     | Paton  |               |
| Paul Eickelberg   | Norton |               |
| Albert Hund       | Norton |               |

## Classe 350
35 piloti alla partenza, 17 al traguardo.

### Arrivati al traguardo
| Pos. | Pilota            | Moto      | Tempo     | Punti |
| ---- | ----------------- | --------- | --------- | ----- |
| 1    | Giacomo Agostini  | MV Agusta | 51' 58" 7 | 15    |
| 2    | Bill Ivy          | Jawa      | +20" 2    | 12    |
| 3    | František Šťastný | Jawa      | +1 giro   | 10    |
| 4    | Jack Findlay      | Yamaha    | +1 giro   | 8     |
| 5    | Giuseppe Visenzi  | Yamaha    | +1 giro   | 6     |
| 6    | Kel Carruthers    | Aermacchi | +2 giri   | 5     |
| 7    | Bohumil Staša     | ČZ        |           | 4     |
| 8    | Karel Bojer       | ČZ        |           | 3     |
| 9    | Gordon Keith      | Yamaha    |           | 2     |
| 10   | Dave Simmonds     | Kawasaki  |           | 1     |

## Classe 250
35 piloti alla partenza, 13 al traguardo.

### Arrivati al traguardo
| Pos. | Pilota            | Moto      | Tempo     | Punti |
| ---- | ----------------- | --------- | --------- | ----- |
| 1    | Kent Andersson    | Yamaha    | 57' 18" 3 | 15    |
| 2    | Lothar John       | Yamaha    | +8" 3     | 12    |
| 3    | Klaus Huber       | Yamaha    | +1' 12" 9 | 10    |
| 4    | Frank Perris      | Suzuki    | +1' 26" 1 | 8     |
| 5    | Toni Gruber       | Yamaha    | +1' 35" 8 | 6     |
| 6    | Angelo Bergamonti | Aermacchi | +1' 36" 9 | 5     |
| 7    | Reinhard Scholtis | Kawasaki  |           | 4     |
| 8    | Siegfried Lohmann | Suzuki    |           | 3     |
| 9    | Billie Nelson     | Yamaha    |           | 2     |
| 10   | František Šťastný | Jawa      |           | 1     |

## Classe 125

### Arrivati al traguardo
| Pos. | Pilota             | Moto      | Tempo     | Punti |
| ---- | ------------------ | --------- | --------- | ----- |
| 1    | Dave Simmonds      | Kawasaki  | 44' 13" 5 | 15    |
| 2    | Dieter Braun       | Suzuki    | +2" 2     | 12    |
| 3    | Heinz Kriwanek     | Rotax     | +2' 27" 6 | 10    |
| 4    | Lothar John        | MZ        | +2' 29" 7 | 8     |
| 5    | Heinz Rosner       | MZ        | +2' 31" 5 | 6     |
| 6    | Jan Huberts        | MZ        | +1 giro   | 5     |
| 7    | Walter Scheimann   | Villa     |           | 4     |
| 8    | Ryszard Mankiewicz | MZ        |           | 3     |
| 9    | Börje Jansson      | Maico     |           | 2     |
| 10   | Kel Carruthers     | Aermacchi |           | 1     |

## Classe 50

### Arrivati al traguardo
| Pos. | Pilota               | Moto              | Tempo     | Punti |
| ---- | -------------------- | ----------------- | --------- | ----- |
| 1    | Aalt Toersen         | Van Veen-Kreidler | 44' 28" 7 | 15    |
| 2    | Jan de Vries         | Van Veen-Kreidler | +1' 19" 3 | 12    |
| 3    | Barry Smith          | Derbi             | +2' 06" 2 | 10    |
| 4    | Winfried Reinhard    | Reimo             | +2' 55" 3 | 8     |
| 5    | Gilberto Parlotti    | Tomos             | +1 giro   | 6     |
| 6    | Ludwig Faßbender     | Kreidler          | +1 giro   | 5     |
| 7    | Janko-Florijan Štefe | Tomos             |           | 4     |
| 8    | Herbert Denzler      | Kreidler          |           | 3     |
| 9    | Rudolf Schmälzle     | Kreidler          |           | 2     |
| 10   | Gerhard Thurow       | Kreidler          |           | 1     |

## Classe sidecar
Per le motocarrozzette si trattò della 109ª gara effettuata dall'istituzione della classe nel 1949; si sviluppò su 15 giri, per una percorrenza di 101,520 km.
Giro più veloce di Helmut Fath/Wolfgang Kalauch (URS) in 2' 28" 3 a 164,300 km/h.

### Arrivati al traguardo
| Pos | Pilota               | Passeggero       | Moto   | Tempo     | Punti |
| --- | -------------------- | ---------------- | ------ | --------- | ----- |
| 1   | Klaus Enders         | Ralf Engelhardt  | BMW    | 38' 56" 3 | 15    |
| 2   | Franz Linnarz        | Rudolf Kühnemund | BMW    | +26" 4    | 12    |
| 3   | Arsenius Butscher    | Josef Huber      | BMW    |           | 10    |
| 4   | Helmut Lünemann      | Neil Caddow      | BMW    |           | 8     |
| 5   | Jean-Claude Castella | Albert Castella  | BMW    |           | 6     |
| 6   | Tony Wakefield       | John Flaxman     | BMW    |           | 5     |
| 7   | Jean-Claude Castella | Albert Castella  | BMW    |           | 4     |
| 8   | Siegfried Schauzu    | Horst Schneider  | BMW    |           | 3     |
| 9   | Hans Hänni           | Kurt Barfuss     | BMW    |           | 2     |
| 10  | Dick Hawes           | John Mann        | Seeley |           | 1     |

## Fonti e bibliografia
- Corriere dello Sport, 12 maggio 1969, pag. 15
- "Motor" n° 20 del 16 maggio 1969, pag. 621, su motorracehistorie.nl. URL consultato il 28 luglio 2011 (archiviato dall'url originale il 12 febbraio 2015).
- Risultati della 500 su autosport.com, su autosport.com.